# Pont au Change
Le pont au Change, écrit aussi pont-aux-changes, est l'un des trente-sept ponts de Paris sur la Seine. Il est situé dans le 1er arrondissement

## Situation et accès
Il relie l'île de la Cité depuis le Palais de Justice, la Conciergerie et le tribunal de commerce, à la rive droite au niveau du théâtre du Châtelet. Il se situe sur la limite entre les 1er et 4e arrondissements de Paris.
Le pont situé dans son prolongement vers le sud reliant le boulevard du Palais à la place Saint-Michel (sur la rive gauche) est le pont Saint-Michel.
Ce site est desservi par les lignes 1, 4, 7, 11 et 14 à la station de métro Châtelet.

## Origine du nom
Le Grand-Pont, dont l'origine remonte au neuvième siècle, devint le « pont aux Changeurs, au Change, et de la Marchandise » en 1141 quand, par ordonnance du roi Louis VII, tous les changeurs et orfèvres durent s'y établir pour y exercer leur métier. Ils contrôlaient et régulaient les dettes des communautés agricoles pour le compte des banques[réf. nécessaire].

## Historique

### Le pont duIXesiècleà 1647

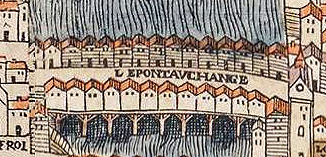
Le pont au Change sur le plan de Truschet et Hoyau (1553).

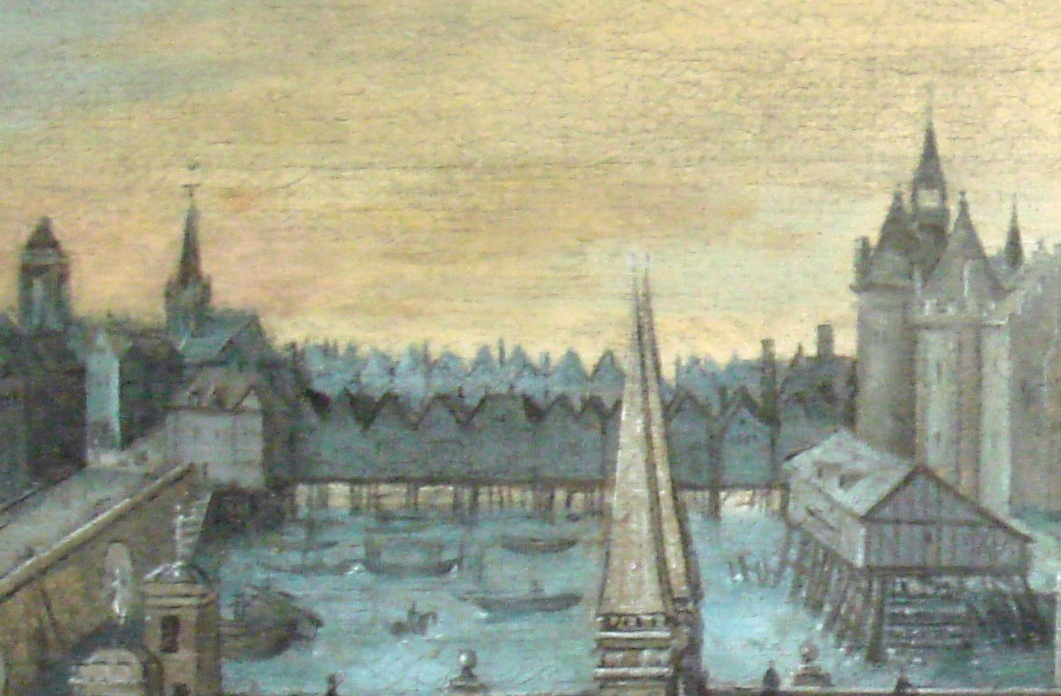
Le pont au Change loti de maisons, en 1577.

Le premier pont qui fut construit à cet endroit au IXe siècle pour franchir le grand bras de la Seine, sous le règne de Charles le Chauve, s'appelait alors le « Grand-Pont », par opposition au « Petit-Pont » qui franchit le petit bras du fleuve.
Après les crues de 1196, 1206 et 1280 qui lui enlèvent six arches, il est emporté par celle de décembre 1296. En 1280, la Seine déborde et détruit l'arche principale, ainsi que l'écrit Gilles Corrozet en 1561 : « L'an mil deux cens quatre vingts, la riuière de Seine fut si grande à Paris, qu'elle rompist la maistresse arche du Grand Pont, vne partie du Petit Pont & encloyt toute la ville, qu'on n'y Pouuiot entrer sans basteau ».
Au XIVe siècle, une partie des moulins et des immeubles de ce pont appartiennent au chapitre de Notre-Dame de Paris.
Les jours de Carnaval, des tables sont dressées le long des maisons, sur lesquelles les jeux de dés sont autorisés. En 1604, cet usage est aboli.
Il est remplacé par un nouveau Grand-Pont, qui deviendra le « pont aux Changeurs », reconstruit de biais légèrement en amont, et sera accompagné par la construction d'un second pont un peu en aval, le pont aux Meuniers. Les boutiques étaient si serrées que l'on ne voyait pas la Seine depuis le pont. Le pont au Change perd deux piliers lors de la crue de 1616. Il est détruit dans la nuit du 23 au 24 octobre 1621 par la propagation de l'incendie du pont Marchand tout proche,.
Au XVIIe siècle, le « pont aux Changeurs » est surnommé « pont aux Oiseaux » en raison de l’autorisation faite aux oiseleurs d’y vendre, à la seule condition de saluer l’entrée du roi par des lâchers de pigeons.
Les deux ponts furent remplacés par un pont provisoire dit pont de Bois, avant que le pont au Change ne soit reconstruit avec les deniers des joailliers et orfèvres, de 1639 à 1647.

### Le pont de 1647 à 1858

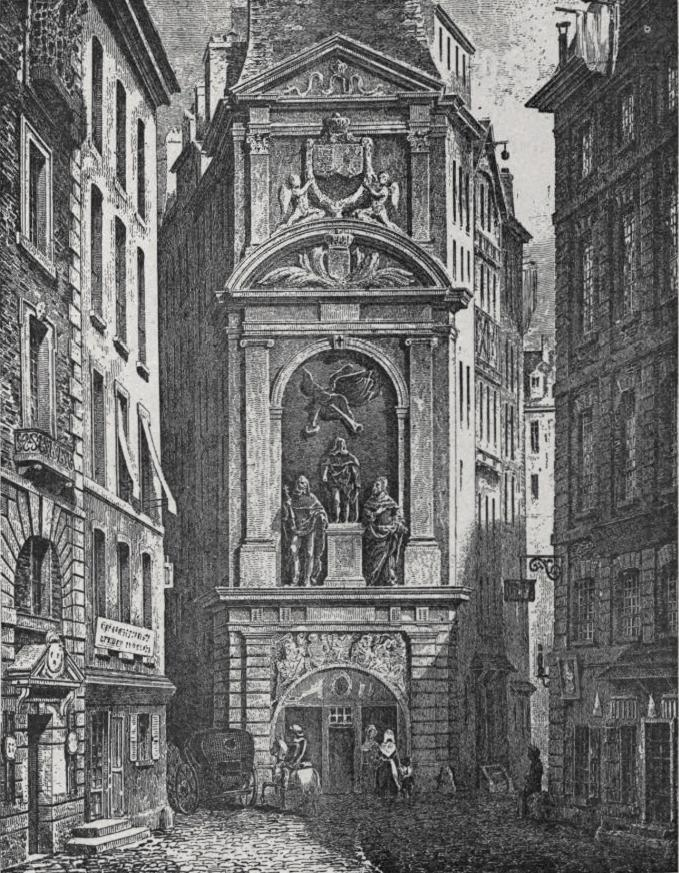
Monument à la gloire de la famille royale édifié vers 1645 et détruit en 1794.

Le pont est reconstruit de 1639 à 1647 sur des dessins de Jean Androuet du Cerceau aux frais de ses occupants : le pont en maçonnerie comprend sept arches et est à l'époque le plus large de la capitale (38,6 m).
À cette occasion, un monument à la gloire du jeune Louis XIV et de ses parents Louis XIII et Anne d'Autriche est érigé en face de son extrémité sur la rive droite. 
Le pont est gravement endommagé par les inondations de 1651, 1658 et 1668. Il est réparé en 1740. En 1786-1787, les maisons qu'il supporte sont rasées. Le peintre Hubert Robert illustre leur démolition par plusieurs tableaux, dont deux se trouvent au musée Carnavalet de Paris et l'un à la Neue Pinakothek de Münich.
Durant les Trois Glorieuses, les abords du pont sont le théâtre d'affrontements entre les insurgés et la troupe.

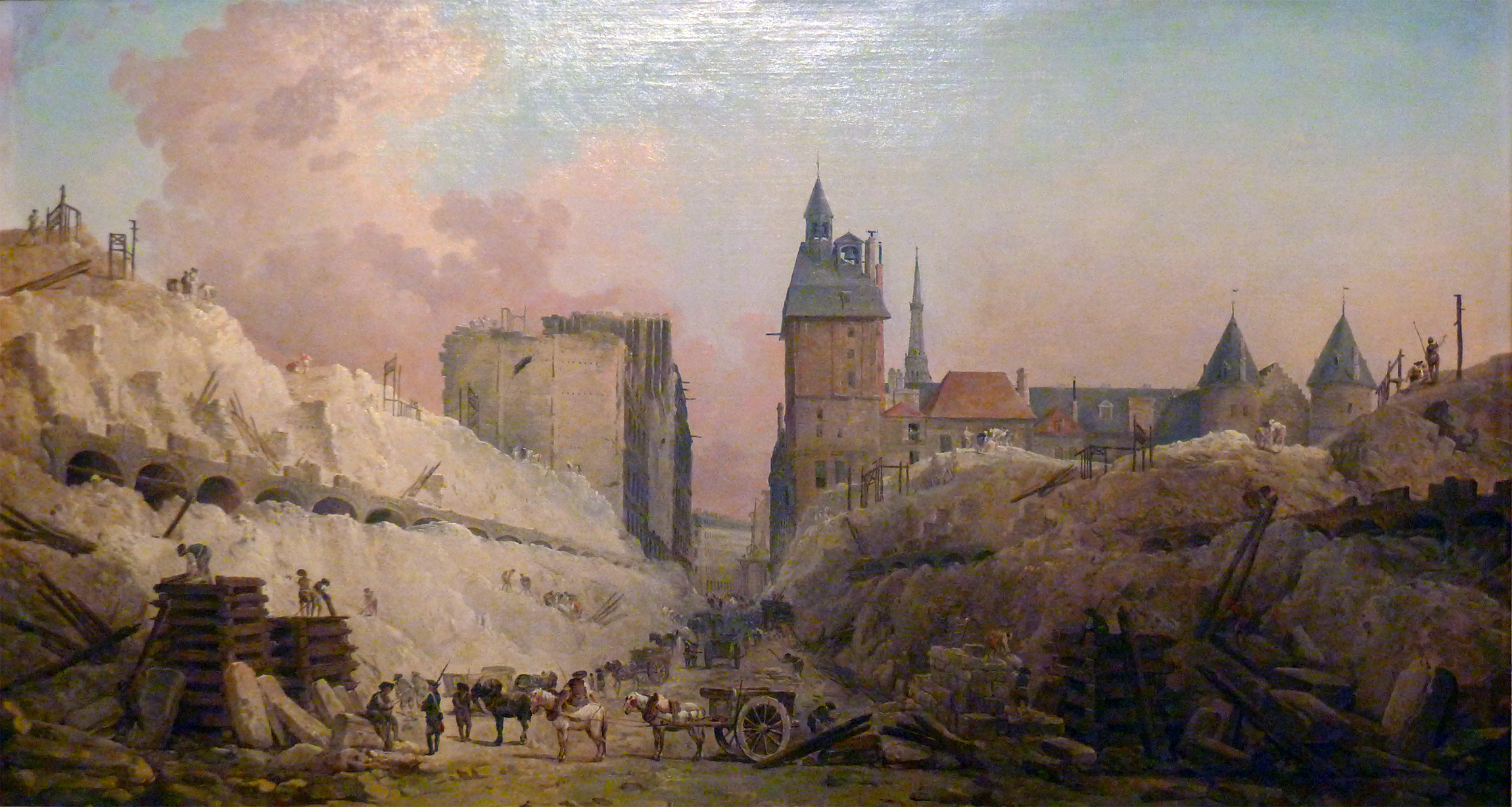
Hubert Robert, La Démolition des maisons du Pont-au-Change, en 1788, Paris, musée Carnavalet.
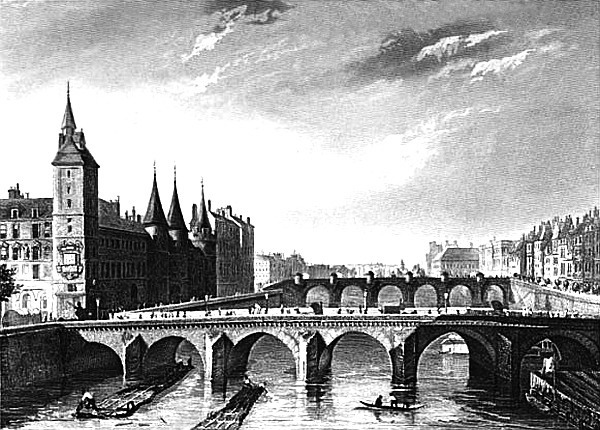
Au début du XIXe siècle (avant 1815) après la destruction des maisons.
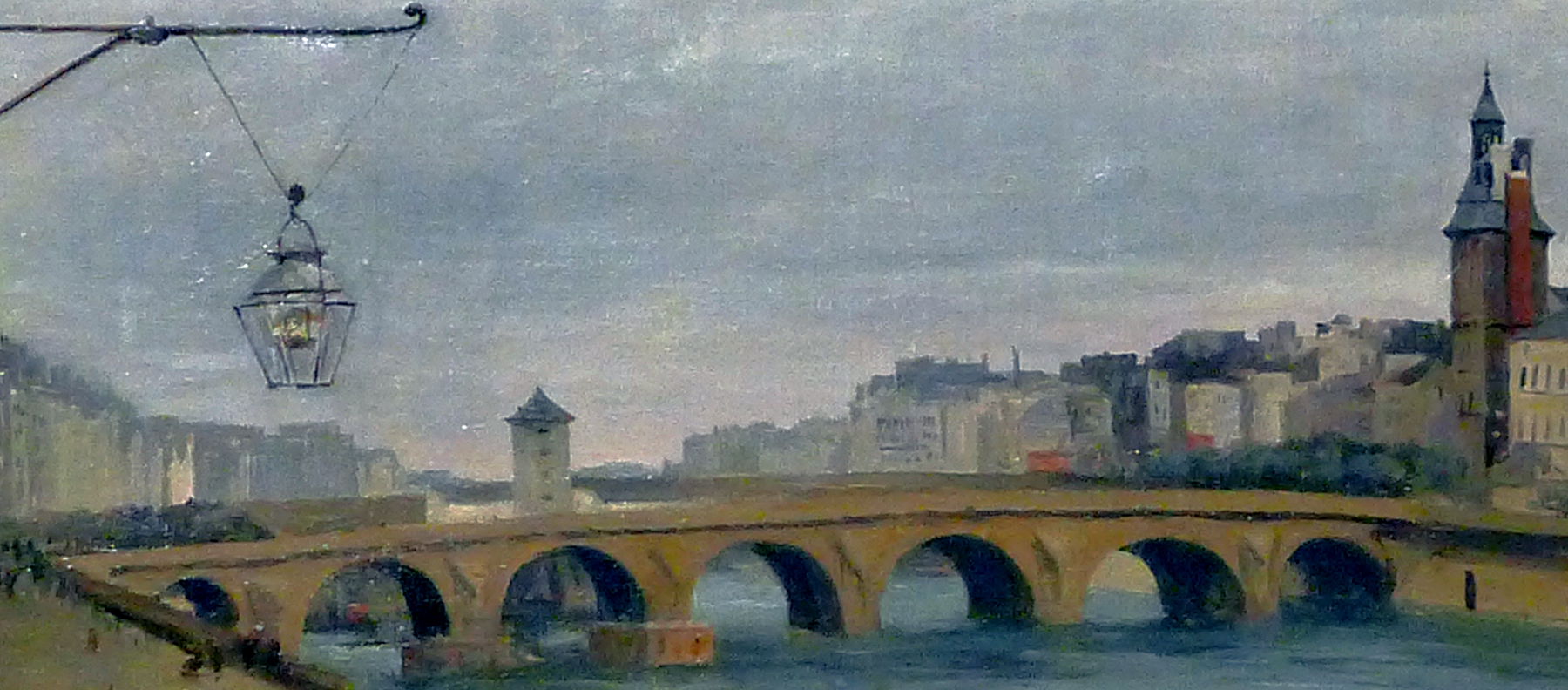
Jean-Baptiste Corot, Le Pont au Change vu du quai de Gesvres, 1830, détail, Paris, musée Carnavalet.

### Le pont de 1860

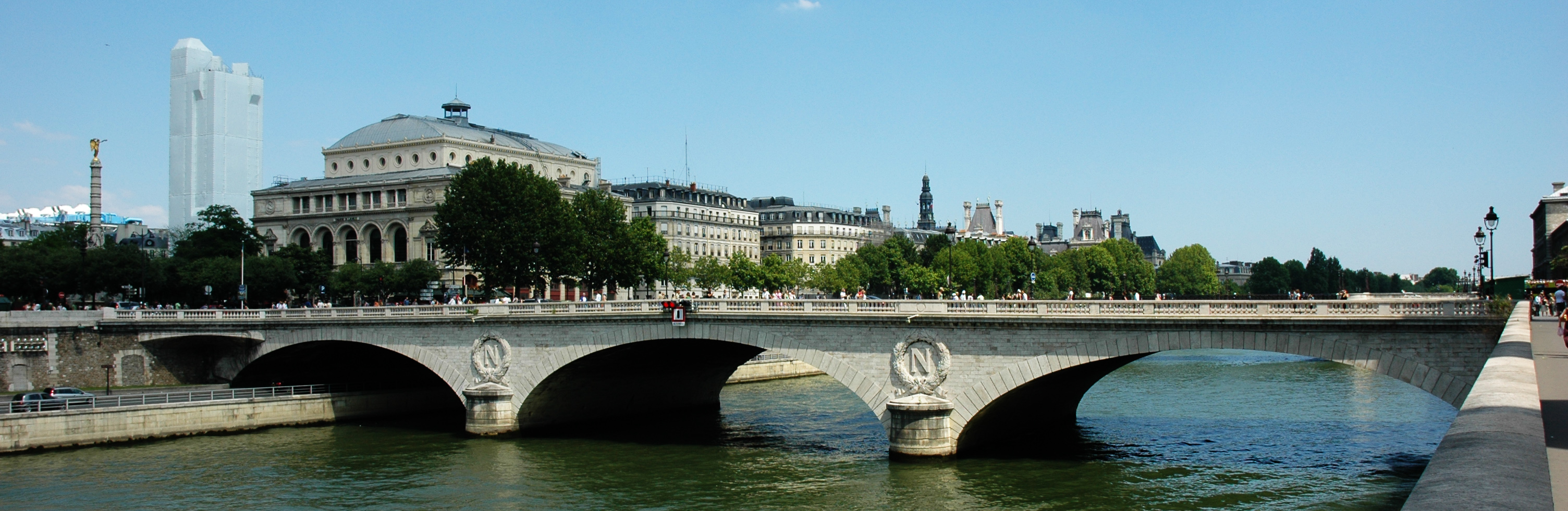
Vue d'ensemble.

L'actuel pont au Change est construit de 1858 à 1860 sous le règne de Napoléon III et porte donc son monogramme impérial. Pendant les travaux, une passerelle provisoire est installée entre les deux rives. Sur le même modèle que ce nouveau pont, le pont Saint-Michel, reconstruit à la même époque, franchit la Seine vers la rive gauche, dans l'alignement .

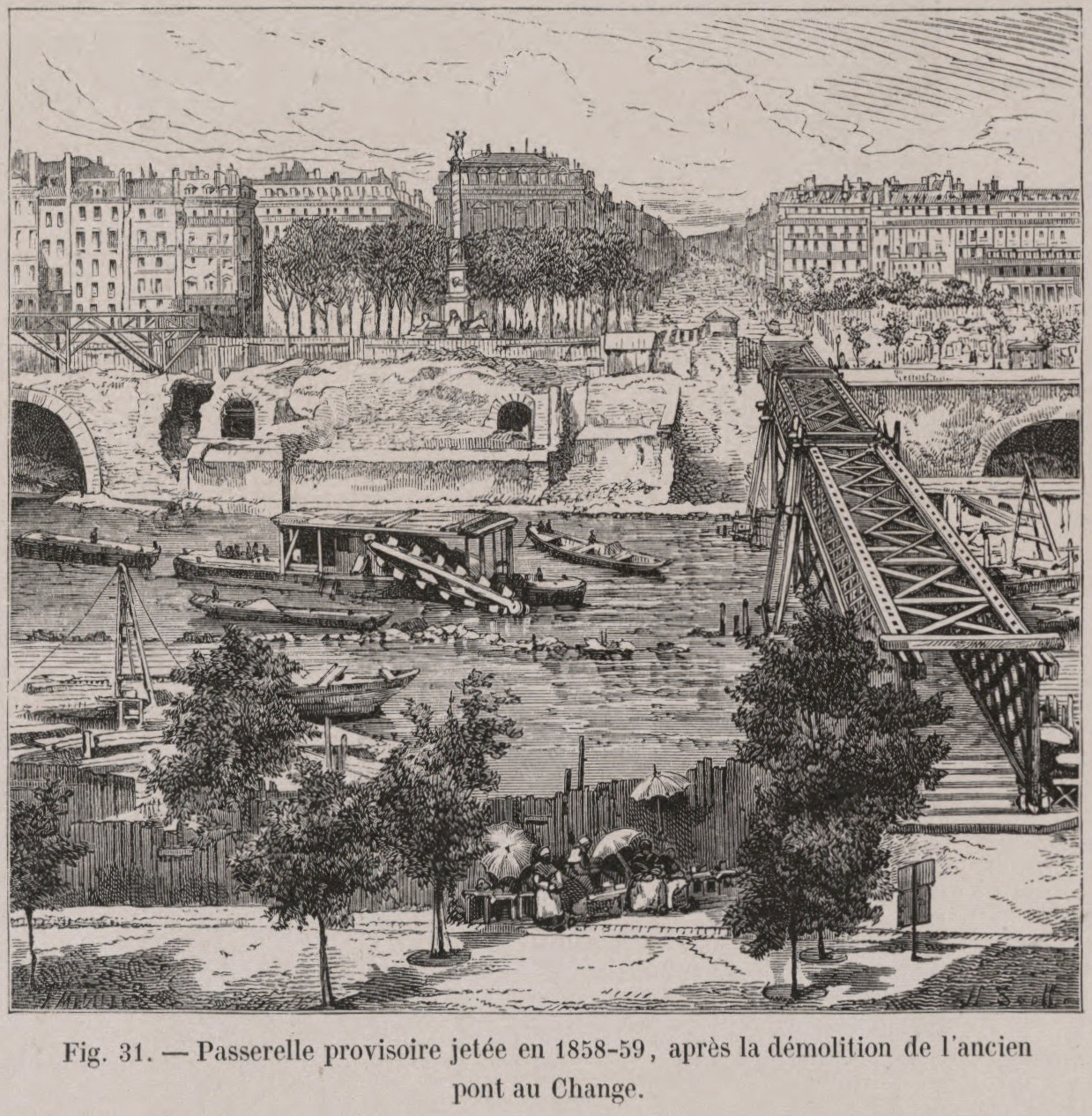
Passerelle provisoire jetée en 1858-1859, après la démolition de l'ancien pont.
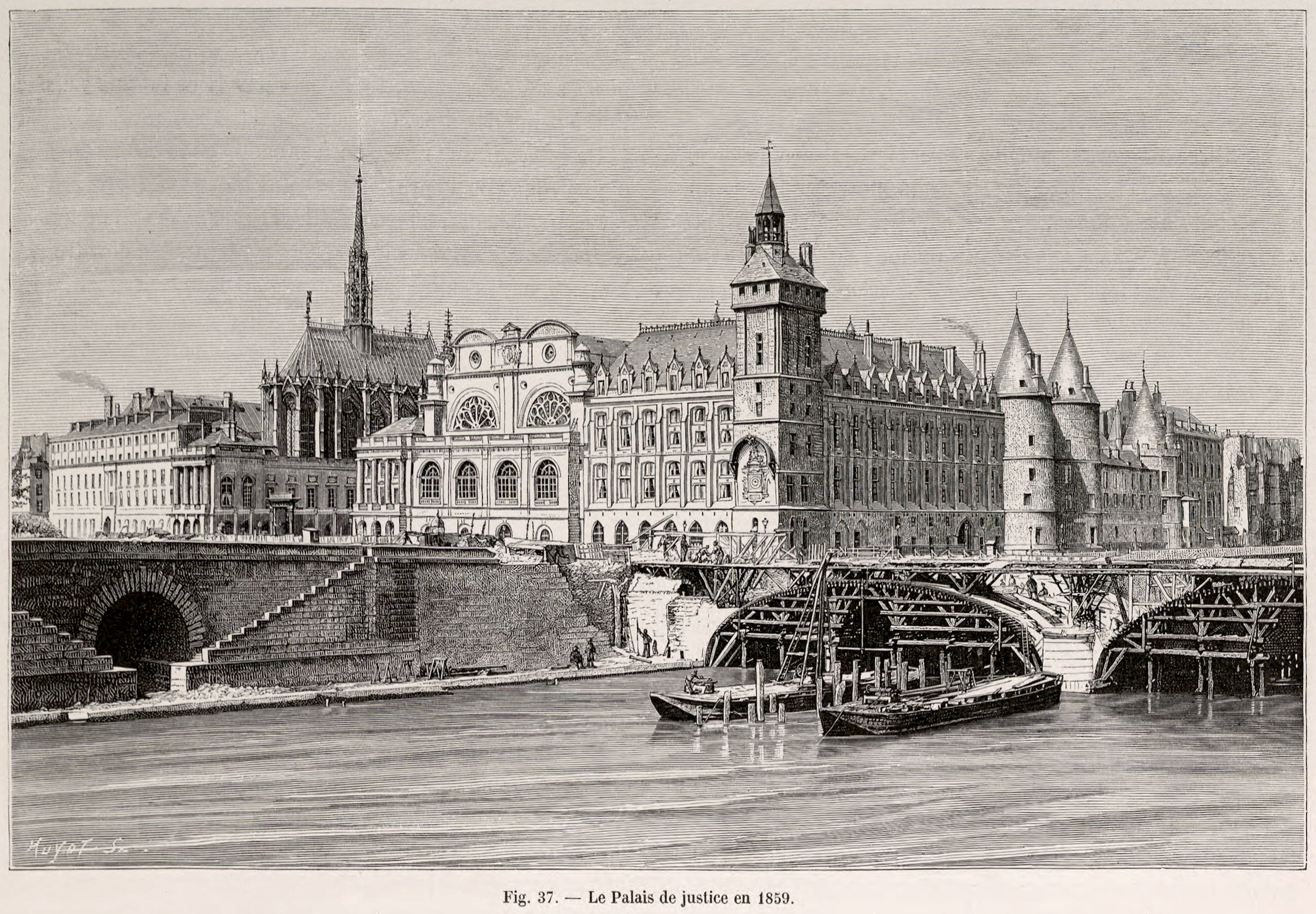
Construction du pont en 1859.
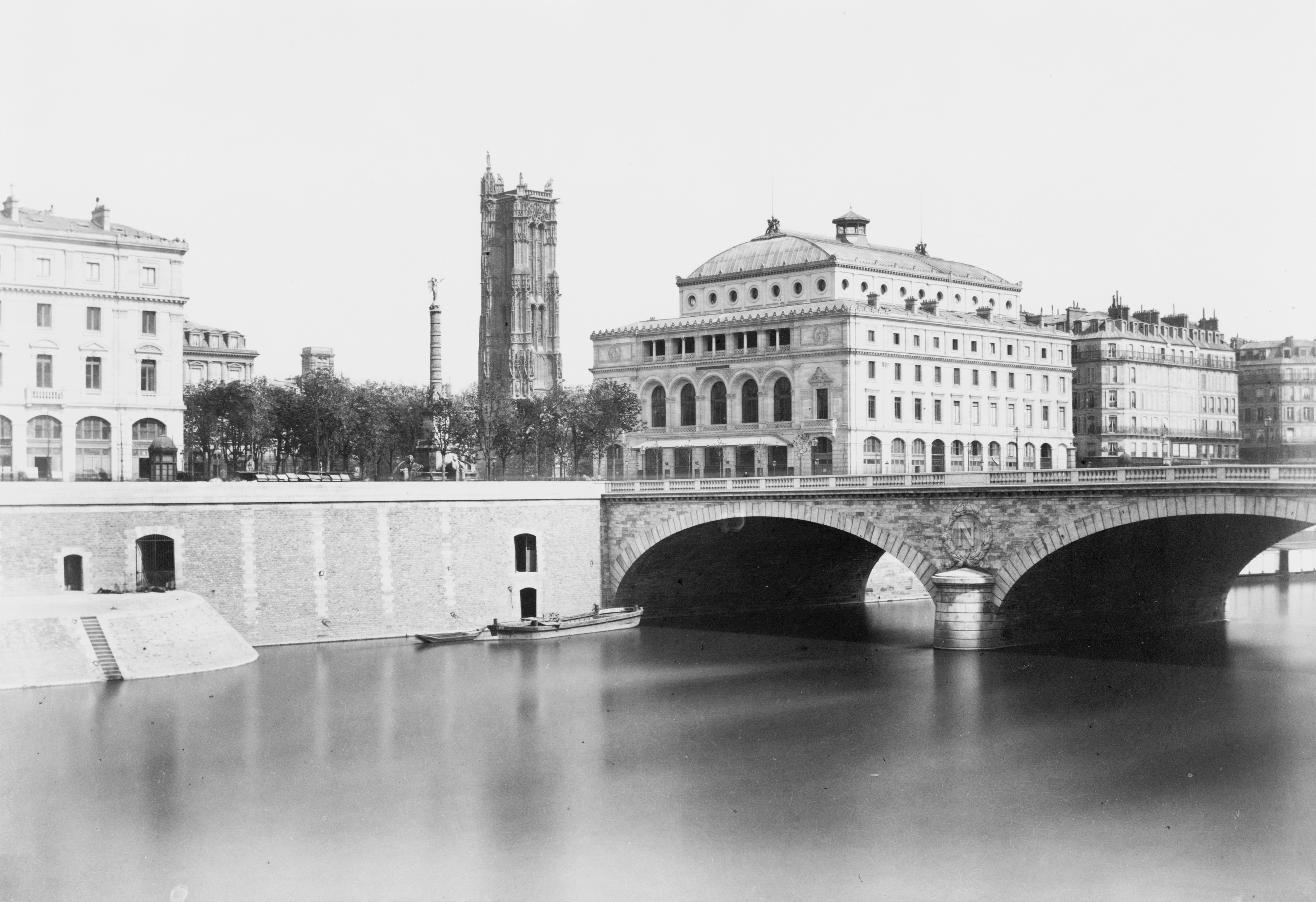
En 1864 (photographie d'Édouard Baldus).
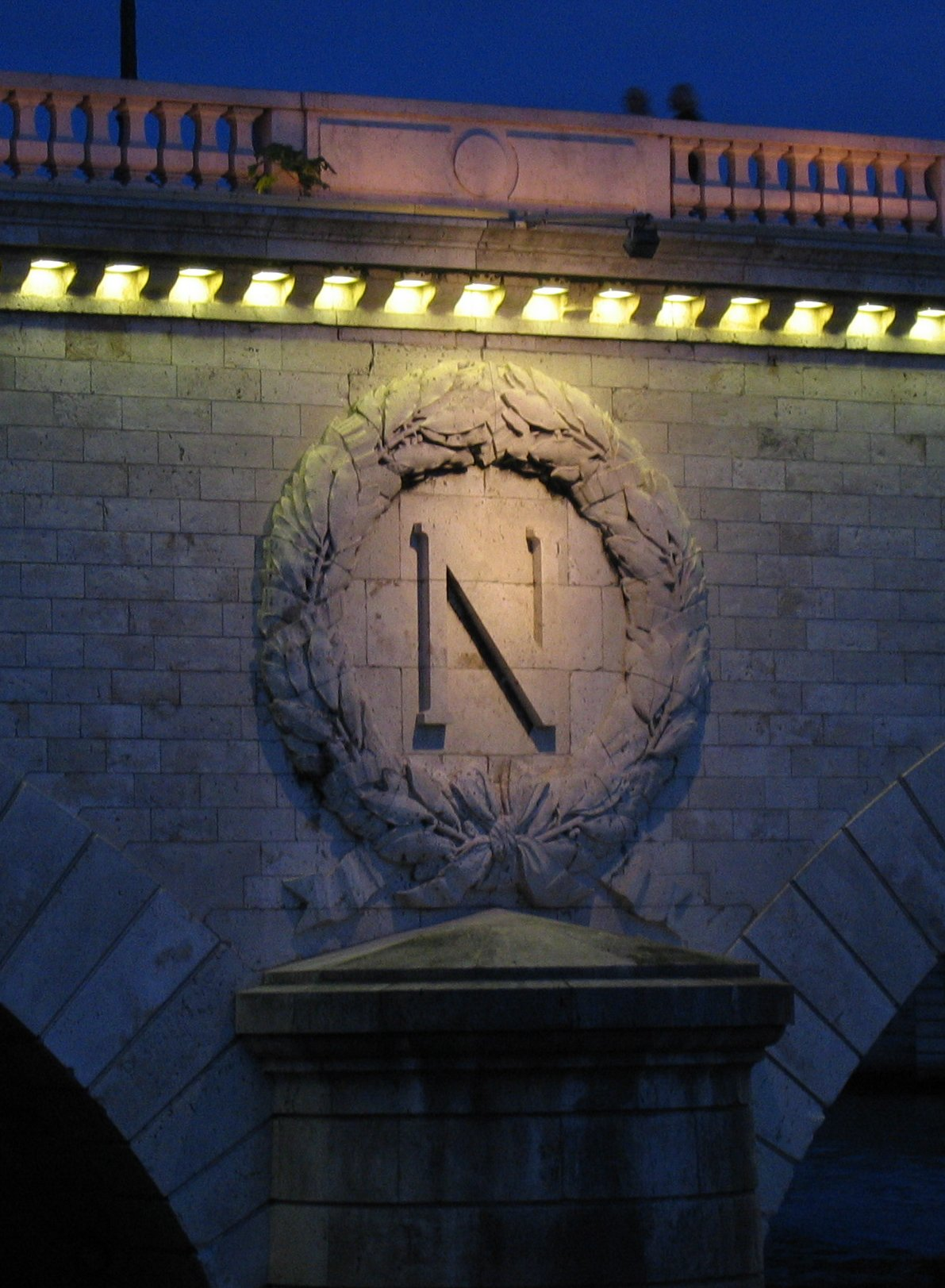
Monogramme impérial.

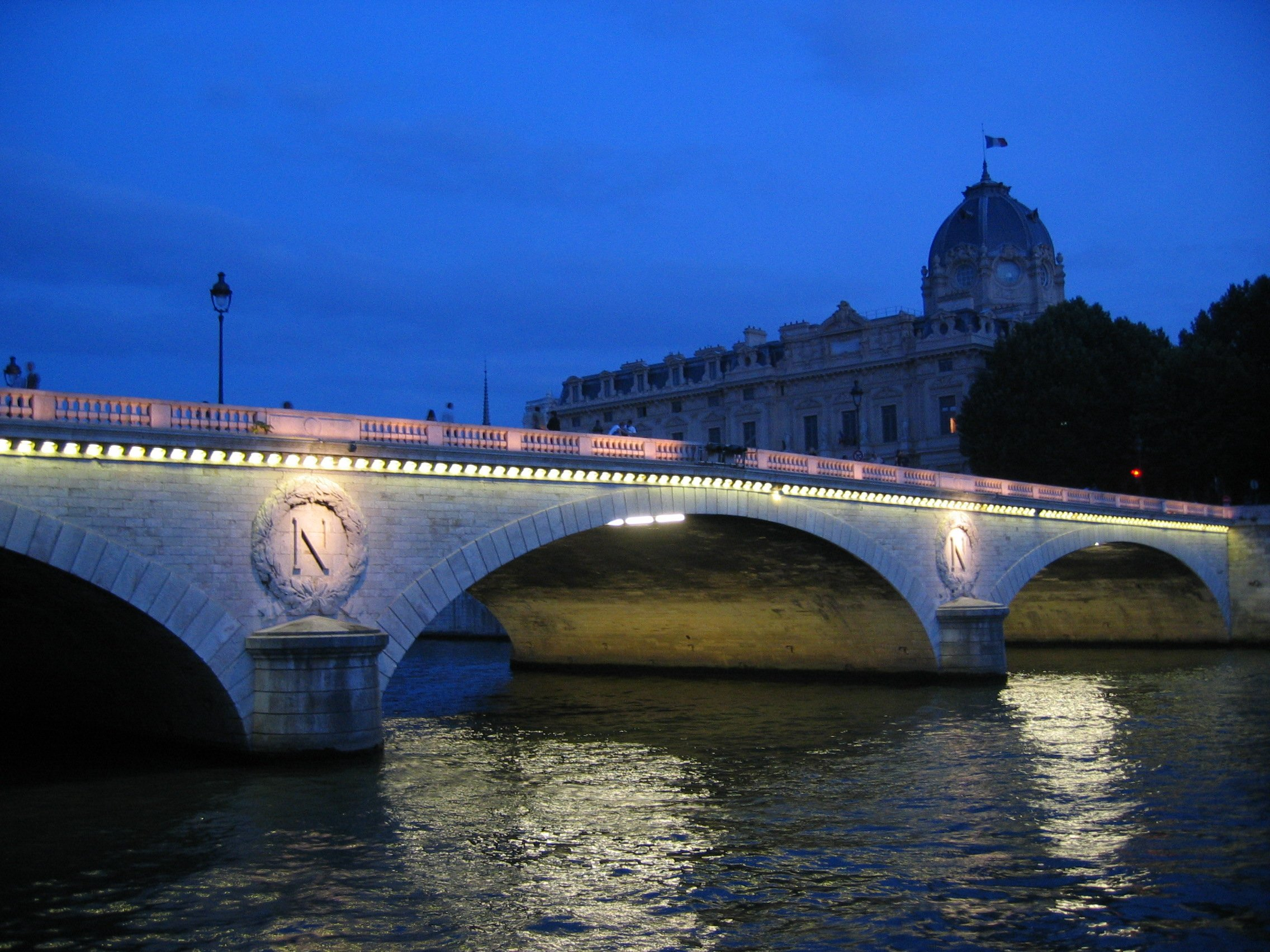
De nuit, vue de l'aval.
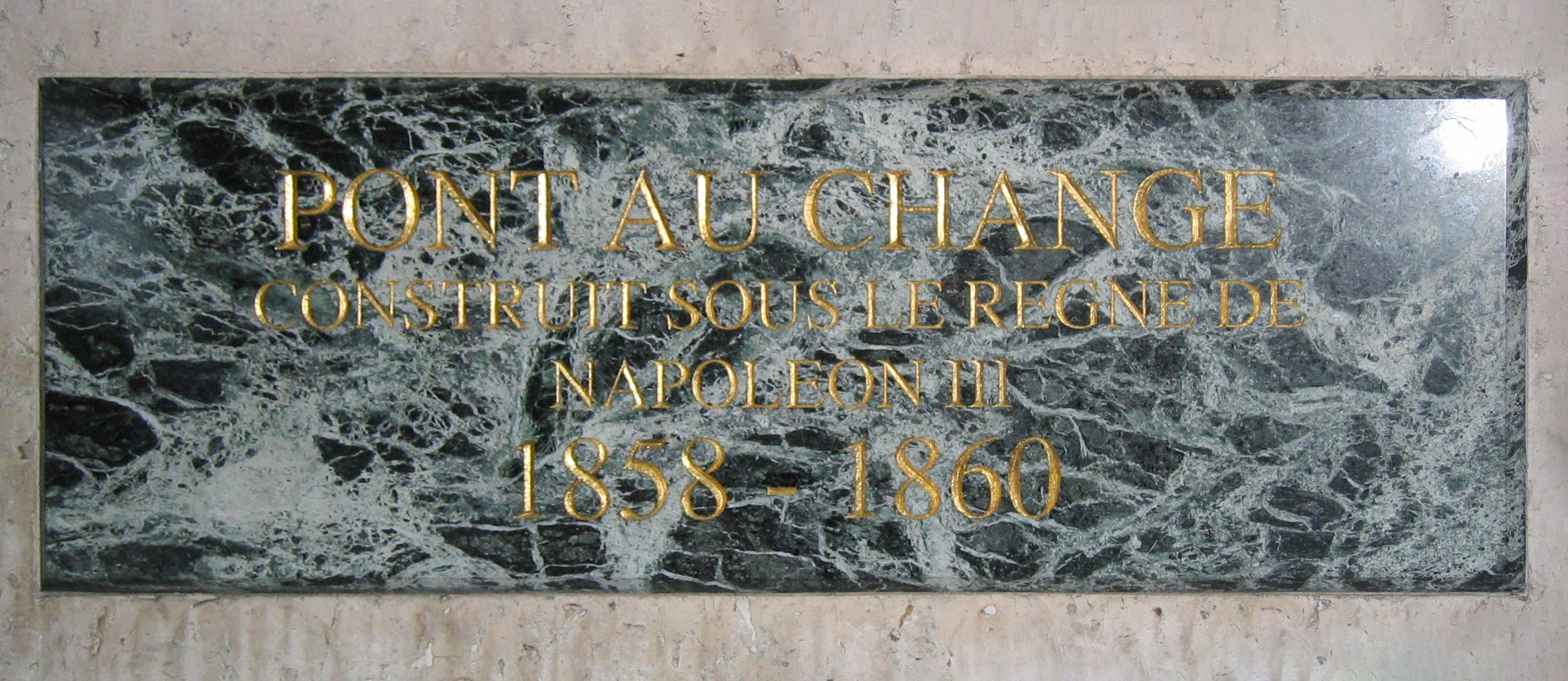
Plaque 1858-1860.
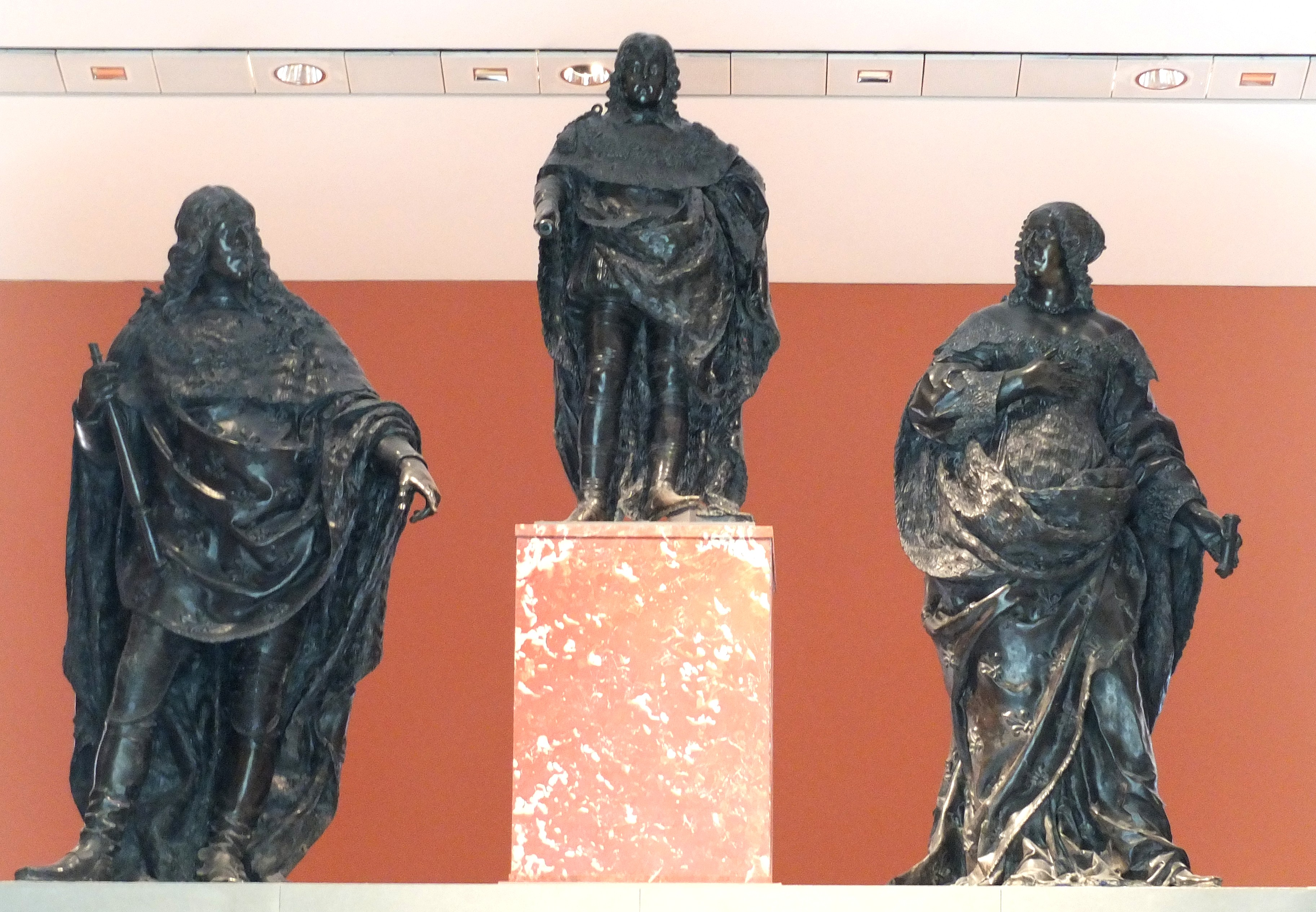
Les statues de l'ancien monument du Pont au Change, conservées au musée du Louvre.
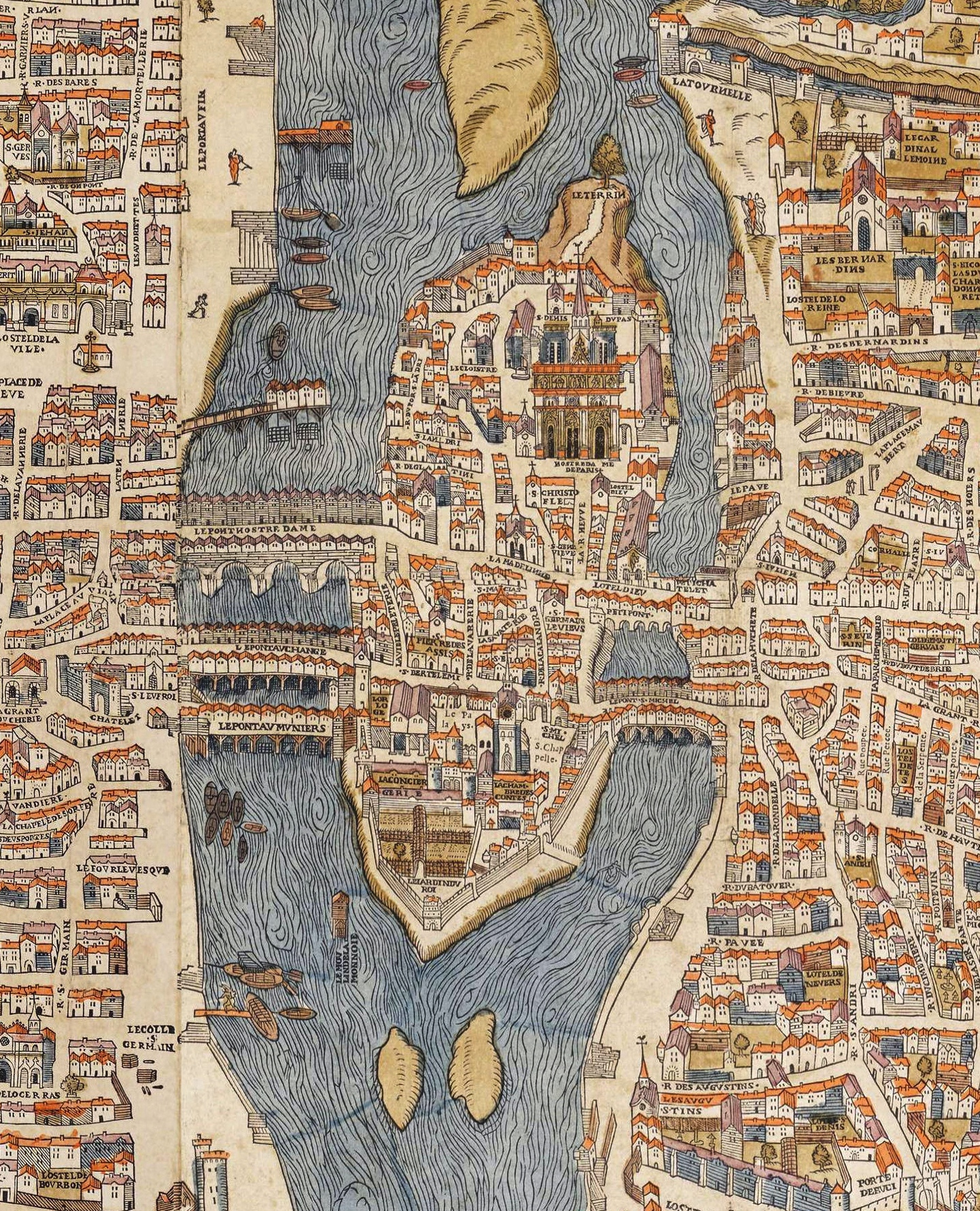
Les cinq ponts anciens.
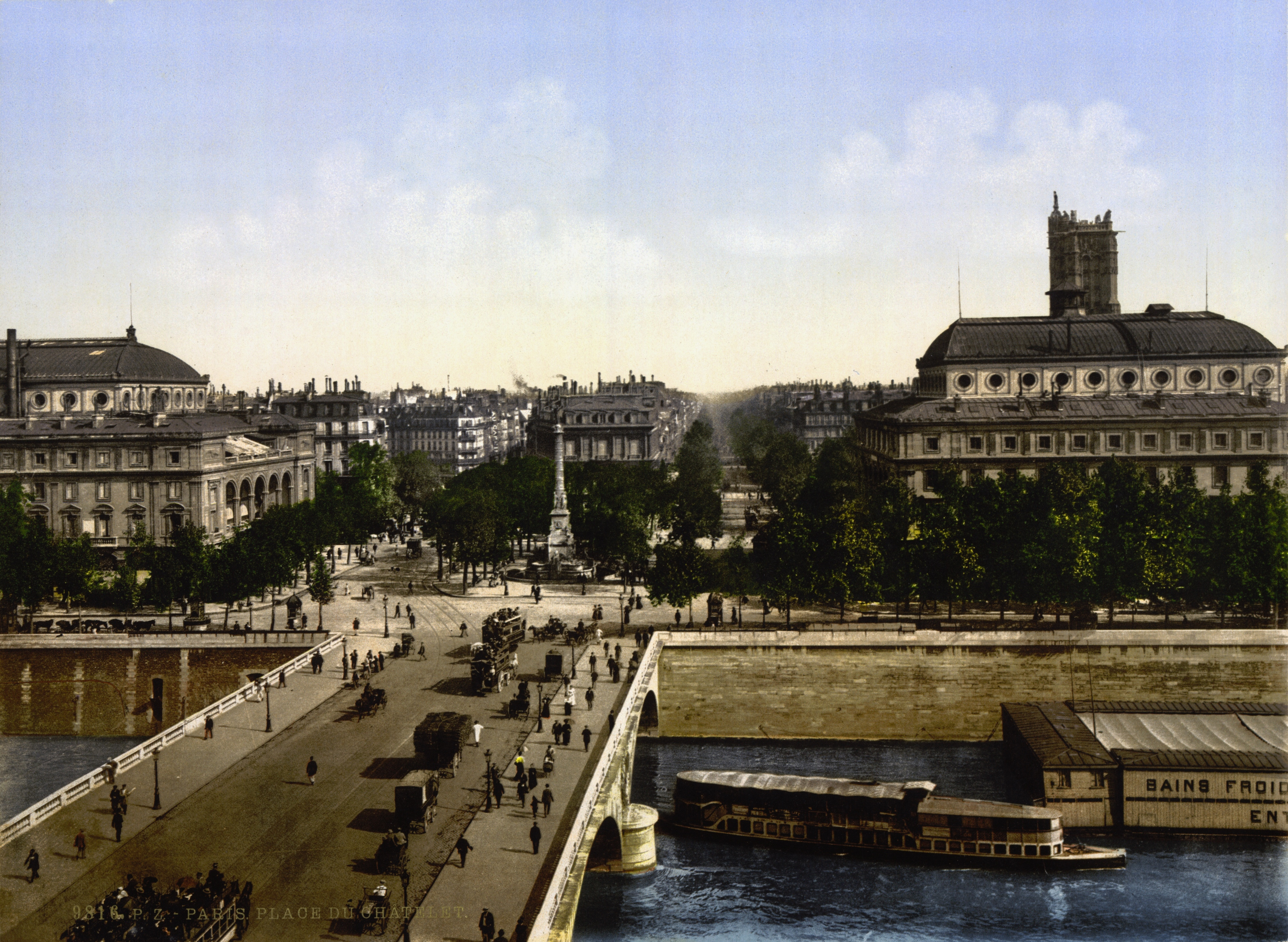
Le pont et la place du Châtelet, sur la rive droite.

## Dans la littérature
- [1862] Victor Hugo, Les Misérables[11].
- [1923] André Breton (1896-1966) (ill. Pablo Picasso (1881-1973)), Clair de Terre : Tournesol, Paris, Presses du Montparnasse, coll. « littérature », 1923, 78 p., 28 cm (OCLC 799744581, BNF 31870665, SUDOC 137517750, présentation en ligne)[12].
- [1986] (de) Patrick Süskind (1949-) (trad. Bernard Lortholary (1936-)), Das Parfum die Geschichte eines Mörders [« Le Parfum : Histoire d'un meurtrier »] (Roman), Paris, France Loisirs, 1986, 310 p., 21 cm (ISBN 2-7242-3163-5, OCLC 716798066, SUDOC 225163438, présentation en ligne) (section détaillée).
- [2006]  Gérald Messadié, Jeanne de l'Estoille, t. I : La Rose et le Lys, L' Archipel, 2006, 467 p.  (ISBN 9782841878109).
- [2009] Patrice Pellerin, La Mission, tome 7 de la série de bande dessinée L'Épervier, Éditions Soleil, 2009.